# 2e régiment de grenadiers (Belgique)

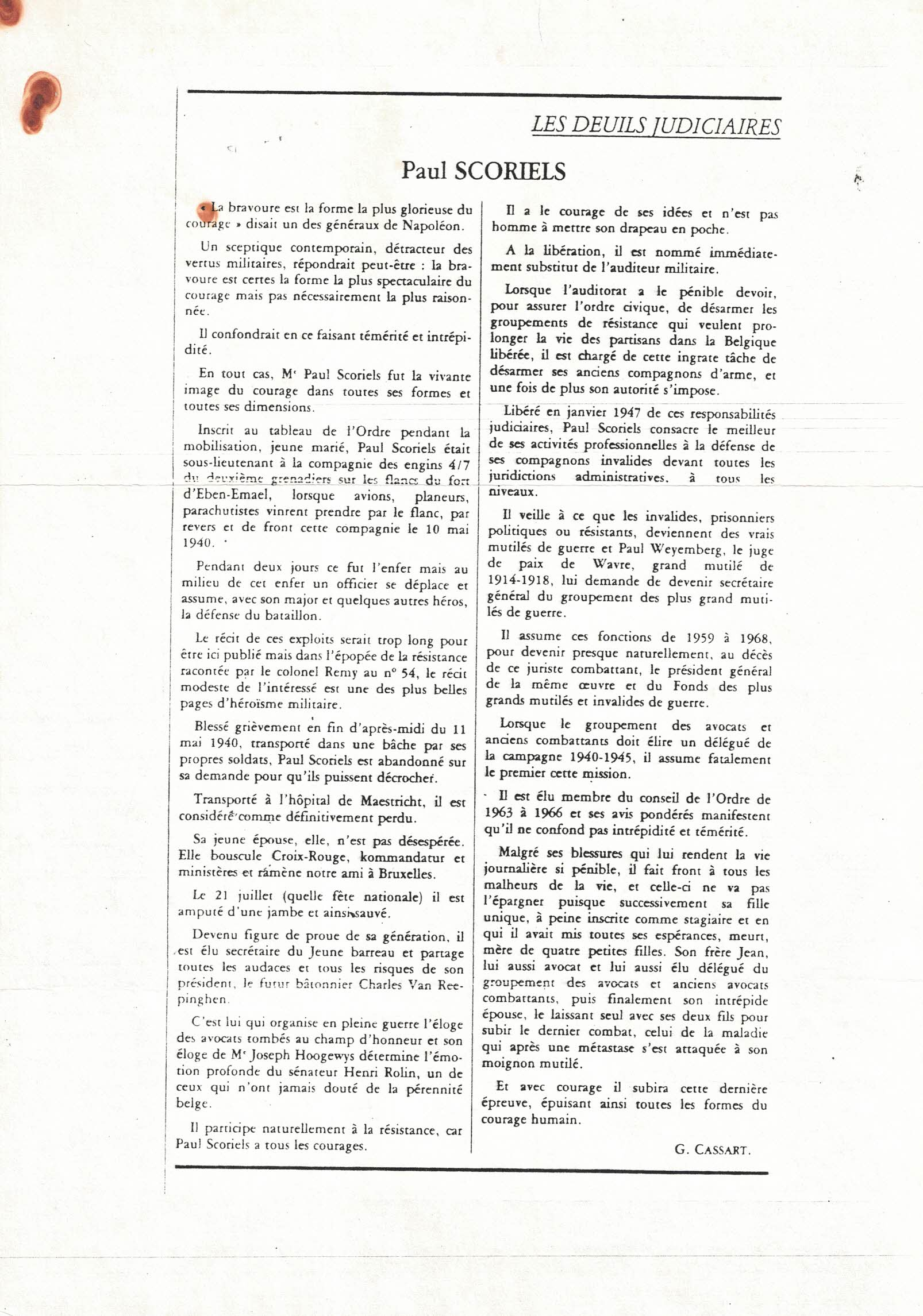

Ne pas confondre avec le 2e régiment de grenadiers à pied de la Garde impériale
Pour les articles homonymes, voir 2e régiment.

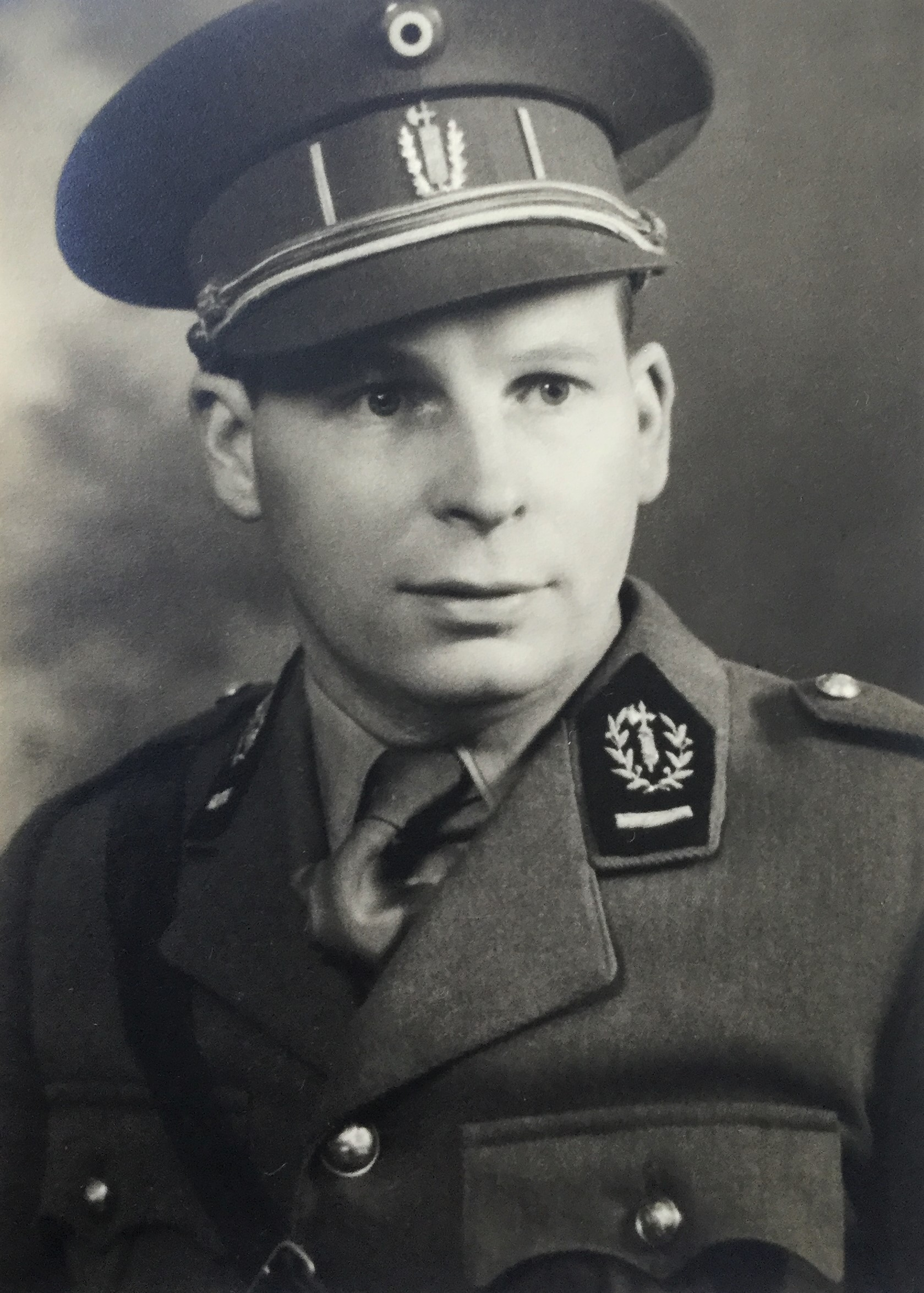
Le major Paul Scoriels, cité par G. Cassart dans le journal des tribunaux, et par le colonel Rémy dans une épopée de la résistance, auteur du récit "48 heures de guerre", qui parle du 2e régiment de grenadiers en mai 1940

Le 2e régiment de grenadiers (néerlandais : 2de regiment grenadiers) était une unité d'infanterie de la force terrestre des forces armées belges.

## Historique

### Origines
Un arrêté royal du 8 mai 1837 crée un régiment de grenadiers et voltigeurs réunis à partir de la compagnie d'élite des 4e bataillons des 12 régiments de ligne. Le régiment compte alors 2 bataillons de grenadiers et 2 bataillons de voltigeurs. Chaque bataillon est divisé en 6 compagnies d'au moins 100 hommes, officiers inclus. Ces compagnies sont seulement détachées de leur unité d'origine, ce qui n'est pas sans poser problème alors d'administration et de logistique. Pour remédier à cela, un arrêté royal publié le 1er janvier 1839 rompt définitivement les liens avec les anciennes unités de ligne. Il devint ainsi un régiment à part entière dénommé régiment d'élite. Le 5 mars 1850, les compagnies de voltigeurs sont transférées au régiment de chasseurs-carabiniers et le régiment d'élite est alors renommé en régiment de grenadiers. Le 12 mai 1859, les compagnies de grenadiers subsistantes dans les régiments de ligne sont définitivement supprimées et le régiment prend alors le nom de régiment des grenadiers. De 1864 à 1867, un bataillon du régiment participe à la campagne du Mexique. Jusqu'en 1912, il est le seul régiment qui monte la garde au palais royal.
En 1913, à la suite de la réorganisation de l'armée, ce régiment devient le 1er régiment de grenadiers.

### Première Guerre mondiale
Le 29 juillet 1914, le 1er régiment de grenadiers est dédoublé pour former le 2e régiment de grenadiers. Ils forment ensemble la 18e brigade mixte et appartiennent à la 6e division.
Il quitte Bruxelles le 3 août.
Les 6 et 7 août, le régiment est stationné dans la région de Wavre.
Le 16 août, il subit à Longpré son baptême du feu.
Il participe avec son régiment frère aux sorties d'Anvers durant le siège de la ville entre août et octobre 1914. Il sortira les 25-26 août et 9-13 septembre et combattit à Schiplaken, Elewijt, Werchter, Wakkerzeel.
Il joue un rôle actif dans la bataille de l'Yser et combat durant 9 jours ininterrompus au sud de Ramscapelle. Du 21 au 30 octobre 1914, il se bat également à Schoorbakke, au Stuyvekenskerke, au Groot-Beverdijck et à Pervyse.
Vu les pertes subies durant le siège d'Anvers et la bataille de l'Yser, les 2 régiments de grenadiers sont fusionnés le 7 novembre 1914. Il faudra attendre le 25 décembre 1916 pour que le régiment soit de nouveau dédoublé.
Le 28 septembre 1918, il part d'Ypres pour participer à l'offensive des 100 jours. Il y conquiert notamment Passendaele le jour même. Le lendemain, il atteignit le premier la Flandern-Stellung. Le 13 octobre, il est temporairement retiré du front avec toute la 12e division. Du 8 au 10 novembre, le régiment est de retour au front, le long de l'Escaut entre Gavere et Eke.
Le 19 novembre, le régiment rentre à Bruxelles. Les 1er et 3e bataillons retrouvent leur caserne Prince Albert et le 2e bataillon est quant à lui envoyé en garnison dans la caserne du Petit-Château.

### Entre-deux-guerres
Entre 1919 et 1924, le régiment participe à l'occupation de l'Allemagne.
Le 13 février 1926, le régiment est dissous.

### Seconde Guerre mondiale
Il effectue la campagne de mai 1940 intégré à la 7e division d'infanterie. Comme régiment de première réserve, il est mobilisé le 1er septembre 1939 à la caserne Prince Albert à Bruxelles. Le 18 septembre, il est envoyé sur la ligne KW dans le secteur de Louvain. En octobre, il est déplacé sur le canal Albert dans le sous-secteur de Kwaadmechelen. Le 10 avril, le régiment est envoyé en repos à Halle et Waterloo. Le 28 avril, le régiment est envoyé sur de nouvelles positions vers Riemst pour reprendre le sous-secteur de Zichen-Zussen-Bolder occupé précédemment par le 1er régiment de chasseurs à pied. Pour pouvoir mieux défendre cette zone de 9 km de long, le commandant du régiment le réorganise en 4 bataillons de force égale. Ils sont placés de part et d'autre du fort d'Ében-Émael.
Le 2e bataillon occupe le nord du sous-secteur et fait la liaison avec le 1er bataillon du 18e régiment de ligne. Il défend le canal Albert entre le Kipberg à Montenaken au sud de Vroenhoven jusqu'au fort d'Ében-Émael. Il a ainsi la responsabilité du pont de Kanne. Le 3e bataillon défend quant à lui le canal Albert entre le fort d'Ében-Émael au nord jusqu'à Lixhe, pont de Lanaye inclus. En seconde ligne, le 1er bataillon et le 4e bataillon.
Les ponts sur le canal Albert à Kanne et Lanaye sont flanqués de 5 bunkers et équipés de barricades et charges explosives. Ces charges ont été placées par le 21e bataillon du génie. La surveillance et le déclenchement des explosifs est aux mains de détachements du fort d'Ében-Émael.
Le 10 mai vers 00h30, l'alerte est donnée. Les soldats rejoignent leurs postes de combats pensant qu'il s'agit de l'exercice prévu pour ce vendredi. En effet, à la suite d'un problème technique avec les détonateurs, il faut attendre 3h00 pour que le fort d'Ében-Émael tire les 20 coups de semonce réglementaires annonçant une alerte réelle.
À 8h00, le poste d'observation du 20e régiment d'artillerie situé à Loen détecte que des unités du génie allemand sont occupés à construire un pont flottant sur la Meuse au nord-est de Lanaye. À 8h30, une puis plus tard 3 batteries du 4e bataillon du 20e régiment d'artillerie les bombardent, les obligeant à abandonner le franchissement du fleuve pour la matinée.
À 8 h 30 également, arrive un message de l'état-major de la 7e division demandant au 1er bataillon de mener une contre-attaque pour dégager le fort d'Ében-Émael. Cette contre-attaque est organisée sans attendre le renfort du 11e régiment de ligne, des cyclistes-frontière limbourgeois et de l'escadron cycliste de la division.
À 13h10, les allemands entreprennent une nouvelle fois de traverser la Meuse, mais cette fois au sud de Lanaye. Ils sont de nouveau repoussés par 3 batteries du 4e bataillon du 20e régiment d'artillerie et 2 du 5e bataillon du 14e régiment d'artillerie. Les allemands suspendent leur tentative jusque 16h00 puis réessayent. Ce 3e essai est arrêté une fois de plus par l'artillerie vers 18h15. Entre-temps, les allemands ont massé des unités dans le village néerlandais de Eijsden sur la rive est de la Meuse et attendent la construction d'un pont. À 20h50, un carrefour sur la route de Sint-Geertruid près de Eijsden, où des mouvements de troupes allemandes ont été signalés, est bombardé par les 5e bataillon du 14e régiment d'artillerie et 4e bataillon du 20e régiment d'artillerie mais aussi par les forts de Pontisse, Barchon et la casemate Visé 2 du fort d'Eben-Emael. Le poste de commandement de la 269e division d'infanterie allemande est touché faisant 35 morts et 140 blessés.
Quand, vers 4h00, 10 planeurs du Sturmgruppe Eisen se posent à Kanne, l'ordre de faire sauter les ponts sur le canal Albert est donné. À 4h15, l'explosion est effective. Le pont de Ternaaien est également détruit par un escadron du 21e bataillon du génie.
La plupart des planeurs atterrissent derrière les positions du 2e bataillon. Un planeur se pose même sur le poste de commandement du bataillon. Un terrible combat s'engage alors et la 5e compagnie perd alors 55 hommes dont son commandant dans les premières heures de l'attaque. À 8h15, un poste d'observation du fort d'Ében-Émael, le bunker O, est pris. La 7e compagnie est d'abord repoussée puis reprend 2 postes de soutien sur la colline d'Opkanne. D'autres positions du bataillon sont attaquées par les allemands. La résistance des Belges est faible et non-coordonnée et ne parvient pas à repousser les parachutistes allemands malgré l'infériorité numérique de ceux-ci. Cela est dû à de gros problèmes de communication, beaucoup de lignes téléphoniques ayant été coupées dans les bombardements.
Le fort d'Ében-Émael est également pris d'assaut par des planeurs. Les casemates (Maastricht 1 et 2) dirigées vers les ponts sur le canal Albert sont mises hors de combat dans les premières minutes et ne peuvent donc soutenir le 2e bataillon du régiment.
Entretemps, les premières troupes au sol allemandes proches de Maastricht atteignent le canal vers 8h00. Les allemands veulent directement traverser mais leur état-major veut d'abord concentrer ses attaques sur Vroenhoven et Veldwezelt ou les ponts ont été capturés intacts. La Luftwaffe bombarde en continu les positions du 2e grenadiers et vers 13h00 l'artillerie ennemie se joint à l'attaque. Les grenadiers subissent alors de lourdes pertes en hommes et matériel. De nombreuses positions en première ligne autour de Kanne doivent être abandonnées durant l'après-midi sous la pression du feu ennemi. Dans la soirée, sur les 12 positions de Kanne, 4 sont encore tenues par les grenadiers. Les affrontements durent toute la journée. Au crépuscule, les premiers fantassins allemands appartenant au 2e bataillon du 151e régiment d'infanterie et au 51e bataillon d'éclaireurs traversent le canal vers 22h30. Ils viennent renforcer les 66 parachutistes encore en état de combattre sur les 115 qui ont atterri le matin.
Le 1er bataillon est positionné derrière le 2e bataillon où il organise 2 centres de résistance, un autour d'Heukelom et un autre autour de Zussen. La 1re compagnie est transférée au 4e bataillon. Les postes de commandements du régiment et du 1er bataillon sont installés à Zussen. Juste derrière le centre de résistance de Zussen, le 4e groupe du 20e régiment d'artillerie est positionné. Vers 04h30, les centres sont survolés par des planeurs mais pas attaqués. À partir de 04h45, les 2 centres sont lourdement bombardés par les Stukas. Le village de Zussen est sérieusement touché et plusieurs civils sont tués. Les survivants terrifiés partent se réfugier vers les nombreuses grottes calcaires de la région.
À 08h00, le major Noterman, commandant le 1er bataillon, part avec un peloton en direction du poste de commandement du 2e bataillon pour évaluer la situation et briser l'encerclement par les parachutistes allemands. À 08h20, il est rappelé d'urgence à son poste de commandement car l'ordre d'organiser une contre-attaque pour dégager le fort d'Eben-Emael vient de tomber. Cette contre-attaque sera annulée vers 16h00, l'état-major de la division pensant à tort que le 1er bataillon avait repris le fort.
Le 3e bataillon n'est pas soumis à la pression allemande ce 10 mai car ceux-ci ne parviennent pas à traverser la Meuse. Le génie allemand arrive vers 16h30 dans le sous-secteur du bataillon pour préparer l'attaque sur le canal Albert. 2 tentatives auront lieu mais seront repoussées par les mitrailleuses belges. Le bataillon contrôle la zone Ternaaien - Lixhe toute la journée.
Le 4e bataillon est renforcé par la 1re compagnie du 1er bataillon et l'escadron cycliste de la division et peut ainsi installer quelques positions de soutien derrière les lignes du 3e bataillon.
Vers 07h00, les 4 positions tenues par l'escadron cycliste sont abandonnées car ceux-ci partent défendre le poste de commandement de la division attaqué par des parachutistes.
Le 11 mai. Durant la nuit, le régiment n'est pas renforcé ni ravitaillé. Dès le point du jour, les avions de la Luftwaffe apparaissent de nouveau au-dessus des lignes belges. Les grenadiers assistent le matin à une tentative vaine et désastreuse de l'aviation belge d'attaquer les points de traversée du canal Albert par les Allemands.
Vers la mi-journée, des patrouilles sont envoyées vers l'arrière mais ne parviennent pas à établir le contact avec les restes de la 7e division d'infanterie. Partout, elles rencontrent des unités allemandes. Juste après 16h00, le colonel Herbiet envoie deux motocyclistes vers le quartier-général de la division pour se tenir au courant de la situation. Depuis le 10 mai 22h45, le colonel n'a plus de contact avec le quartier-général. La mission ne pourra être menée à bien et le quartier-général de la division aura entretemps été évacué. 
Vers 17h45, la position du poste de commandement du régiment est gravement menacée. Le major Lecomte fait savoir que les défenses dans le secteur du 4e bataillon sont quasi inexistantes. À ce moment, les Allemands sont à cinquante mètres à peine du poste de commandement. Il y a des combats au corps-à-corps. Le colonel Herbiet ordonne la retraite vers une carrière souterraine de marne. Il envoie son dernier pigeon avec le message : « Ik ben volledig omsingeld en ben op zoek naar een uitweg om terug te trekken » (trad. litt. : Je suis complètement entouré et je suis à la recherche d'une voie de retraite).
Vers 21h30, le colonel Herbiet, les majors Lecomte, Noterman et Carron entreprennent ensemble avec la troupe une tentative de fuite du poste de commandement. Par petits groupes, ils essayent d'échapper aux Allemands. De par la forte concentration en troupes allemandes dans la région, peu de grenadiers y parviennent.
À ce moment, le régiment compte 216 morts.
Vers 8h30, le 2e bataillon subit de nouveau les bombardements allemands. Les positions de soutien restantes du bataillon sont isolées et attaquées par le 151e régiment d'infanterie et finissent par tomber. Le bataillon est ainsi détruit.
Le 3e bataillon est également soumis à la pression par l'aviation allemande et les multiples escarmouches avec les 489 et 490e régiments d'infanterie. Au cours de la journée, différentes positions se retirent vers Loën.
Le 1er bataillon entreprend d'arrêter une tentative d'infiltration ennemie entre Heukelom et Zussen mais doit finir par abandonner.
Riemst et Heukelom sont abandonnés après une attaque de chars allemands. Vers 15h30, on signale que la ligne est atteinte en plusieurs points. Partout, les restes du 2e grenadiers tentent de se mettre en sécurité.
Durant la nuit du 11 au 12 mai, le colonel Herbiet parvient à cacher le drapeau du régiment dans une grotte où son détachement se cachait avant d'être fait prisonnier. Les rescapés fuient vers la ligne KW en passant par Liège.
Le 13 mai, les restes du 2e grenadiers fuient vers la ligne KW en plusieurs détachements.
Le 14 mai, la division est envoyée à Bruxelles autour du plateau du Heysel. Le 2e grenadiers est placé au Collège Saint-Pierre à Jette. Les retardataires qui quittent seulement le canal Albert sont répartis vers d'autres unités.
Le 15 mai, le général-major Van Trooyen, commandant la 7e division d'infanterie est remplacé par le colonel Duez. La division quitte Bruxelles et visite de nouveaux cantonnements dans la région d'Alost sur la rive ouest de la Dendre. Toutes les unités à l'exception de l'infanterie sont mises sur transport. Le 2e grenadiers quittent avec les rescapés du 2e régiment de carabiniers et du 18e régiment de ligne la capitale à pied vers la Dendre vers 20h00.
Le 16 mai, après avoir traversé Asse, Alost et Lede, le régiment arrive à Smetlede. À ce moment, le régiment compte encore environ 600 soldats. Entretemps, le colonel Duez reçut l'ordre à Saint-André-lez-Bruges d'envoyer sa division à Torhout. Les soldats feront le reste du voyage en train.
Le 17 mai, les trains avec les fantassins du 2e grenadiers restant arrivent tôt le matin à Torhout.
Le 18 mai, la division doit être déplacée vers Poperinge dans l'optique d'une évacuation vers la France. Les fantassins sont rassemblés dans une seule colonne qui démarre à 17h00 vers le Westhoek.
Durant la nuit du 18 au 19 mai, le régiment arrive à Poperinge. En l'absence de transport ferroviaire, le grand quartier général décide que la division rejoindra la frontière française à pied. Les grenadiers partent le matin même.
Le 20 mai, le régiment arrive à Boulogne. De là, il part vers Nouvion, Saint-Valery et Rouen. Les unités de la 7e division d'infanterie parviennent à échapper aux Allemands en se dirigeant vers le sud avant que ceux-ci ne capturent la côte Atlantique autour d'Abbeville et Boulogne et piègent les troupes alliées en Flandre et dans le nord de la France.
Le 21 mai, le 2e grenadiers poursuit sa route vers Rouen. Le contact avec le haut commandement belge est perdu et la retraite se fait dans le chaos. Plusieurs détachements se perdent en chemin et essayent tant bien que possible de poursuivre leur route vers le sud.
Les éléments encore organisés de la 7e division d'infanterie sont eux dirigés vers Évreux.
Le 22 mai, le régiment poursuit son chemin vers Évreux.
Le 23 mai, le régiment cherche des cantonnement dans la région de Conches. Le colonel Duez précise que les troupes de la 7e division resteront jusqu'à nouvel ordre à Conches et plus tard, à une date encore à fixer, rejoindront par train leur nouvelle destination pour y reformer la division.
Le 25 mai, les autorités françaises veulent soulager la région de Conches en demandant aux troupes belges excédentaires de rejoindre le sud de la France.
Le 26 mai, le régiment reste un dernier jour dans ses cantonnements de la région de Conches.
Le 27 mai, le colonel Duez reçoit une nouvelle destination pour sa division. Durant la nuit du 27 au 28 mai, l'entièreté du celle-ci est transporté vers le département du Morbihan sur la côte bretonne. La division possède 330 véhicules et 60 motos qui prennent la route le lendemain. Environ 550 vélos ainsi que les soldats voyageront en train.
Les Centres de Renfort et d'instruction (CRI) qui entretemps se sont installés dans le sud de la France, apprennent également la nouvelle de la destination de la 7e division et transmet l'ordre immédiatement que tous les militaires de la division qui ensemble avec les CRI ont été évacués vers le midi doivent faire route au nord pour la rejoindre en Bretagne. Ainsi un petit détachement du 2e grenadiers prend le départ.
Le 28 mai, les premières unités de la 7e division arrivent en Bretagne et se fixent autour de Malestroit. Durant la matinée, les troupes apprennent la capitulation de l'armée belge.
Le 29 mai, le colonel Duez retourne au 18e régiment de ligne et est remplacé par le général-major Van Daele qui le 10 mai était le commandant de l'école royale militaire. La première tâche de Van Daele est de recomposer l'état-major de la division avec le peu d'officiers qui restent. Ensuite, Van Daele, ensemble avec le haut-commandement belge, tente de rassembler suffisamment d'hommes pour reformer une division complète.
Le 30 mai, les CRI de l'armée belge évacués vers le Midi de la France reçoivent l'ordre d'envoyer 140 officiers et 4500 soldats en renfort de la 7e division d'infanterie.
Le 2 juin, les premiers trains avec les renforts pour la 7e division quittent le département du Gard avec pour destination la gare de Ploërmel sur la côte bretonne.
Le 11 juin, il n'y a pas suffisamment d'hommes pour reformer le 2e régiment de grenadiers. Il est donc décider de dissoudre le régiment et transférer le personnel vers le 2e régiment de carabiniers ou un bataillon de grenadiers sera formé. Les grenadiers conservent leurs insignes.
Le 12 juin, les soldats de l'ancien régiment forment désormais le 2e bataillon du 2e régiment de carabiniers.
Le 16 juin, durant une visite du lieutenant-général Denis, ministre de la guerre, à Poitiers, annonce au général-major Van Daele qu'il y a un plan pour évacuer sans armes ni matériel la 7e division d'infanterie vers le Royaume-Uni. Van Daele retourne alors directement vers la Bretagne et place toutes les unités en attente d'un éventuel embarquement.
Le 18 juin, pendant que les dernières troupes alliées quittent la Bretagne poursuivies par les divisions blindées allemandes, le général-major Van Daele insiste pour obtenir des instructions supplémentaires concernant la possible traversée de la Manche pour sa division. Au cours de l'après-midi, il devient clair que le gouvernement ne mettra pas à exécution ce plan. La division doit alors se mettre en sécurité au sud de la Loire. Les détachements des 1er et 2e bataillons du 2e régiment de carabiniers sont transportés par camion tandis que le 3e bataillon doit continuer à pied par manque de moyens de transport.
Le 19 juin, le 2e carabiniers suit l'itinéraire du 18e régiment de ligne vers le sud. Tandis que ce régiment poursuit sa retraite de manière organisée via Malestroit, Péaule, La Roche-Bernard, Herbignac et Saint-Nazaire ; le 2e carabiniers perd cohésion et vitesse quand il apprend que le génie français a fait sauter un pont routier à La Roche-Bernard. Les colonnes du 2e carabiniers abandonnent l'idée de poursuivre vers La Roche-Bernard (alors qu'en réalité le pont et le village sont toujours intacts) et tentent par petits groupes de d'atteindre la Loire. Les troupes allemandes prennent ce jour même Nantes et attaquent des détachements du 2e carabiniers à plusieurs endroits. Les Belges tentent d'éviter le contact avec l'ennemi et se cantonnent le soir dans des villages reculés ou dans les bois afin de ne pas être pris. Le général-major Van Daele et l'état-major de la division ont entretemps atteint la ville de Pons.
Le 20 juin, d'importants détachements du 2e carabiniers se rendent lorsqu'il devient clair que la route vers Saint-Nazaire est aux mains des Allemands et qu'il n'y a pas d'autres possibilités pour s'y rendre. Une partie des hommes du 2e bataillon ont réussi à franchir la Loire et poursuivent leur route vers le sud.
Le 25 juin, la France capitule. Des grenadiers se trouvent à Sauboires, Cravencères et Manciet. La rumeur court que les troupes belges seront autorisées à rentrer chez elles mais pas rapidement.
Le 26 août, les grenadiers quittent la France et rejoignent Bruxelles par train. Ils ne seront pas envoyés en captivité.

### Après-guerre
À partir de 1948, le 2e bataillon de grenadiers est reformé comme bataillon de réserve.
Entre 1951 et 1961, ce bataillon est nommé 2e bataillon du 1er grenadiers. En 1952, il lui fut adjoint la dénomination de Bataillon de garde des palais royaux. En 1955, les traditions et le drapeau du 2e régiment de grenadiers lui furent transmis. En 1961, le 2e bataillon du 1er grenadiers devint officiellement le 2e régiment de grenadiers.

## Paul Scoriels, 48 heures de guerre: Le récit d'un officier du 2e régiment de grenadiers les 10 et 11 mai 1940

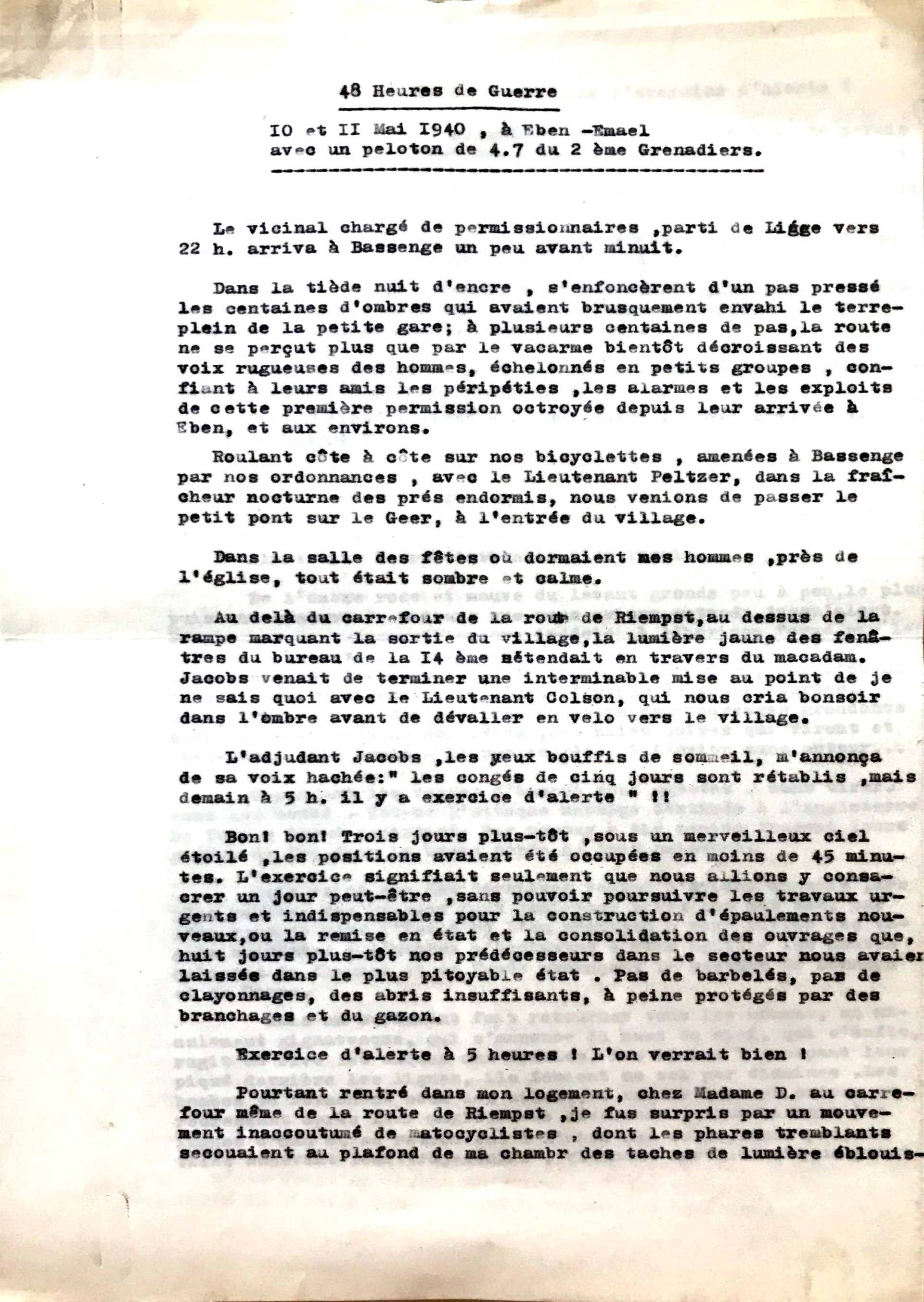
Le récit "48 heures de guerre", qui raconte les 10 et 11 mai 1940, au 2e régiment de grenadiers.

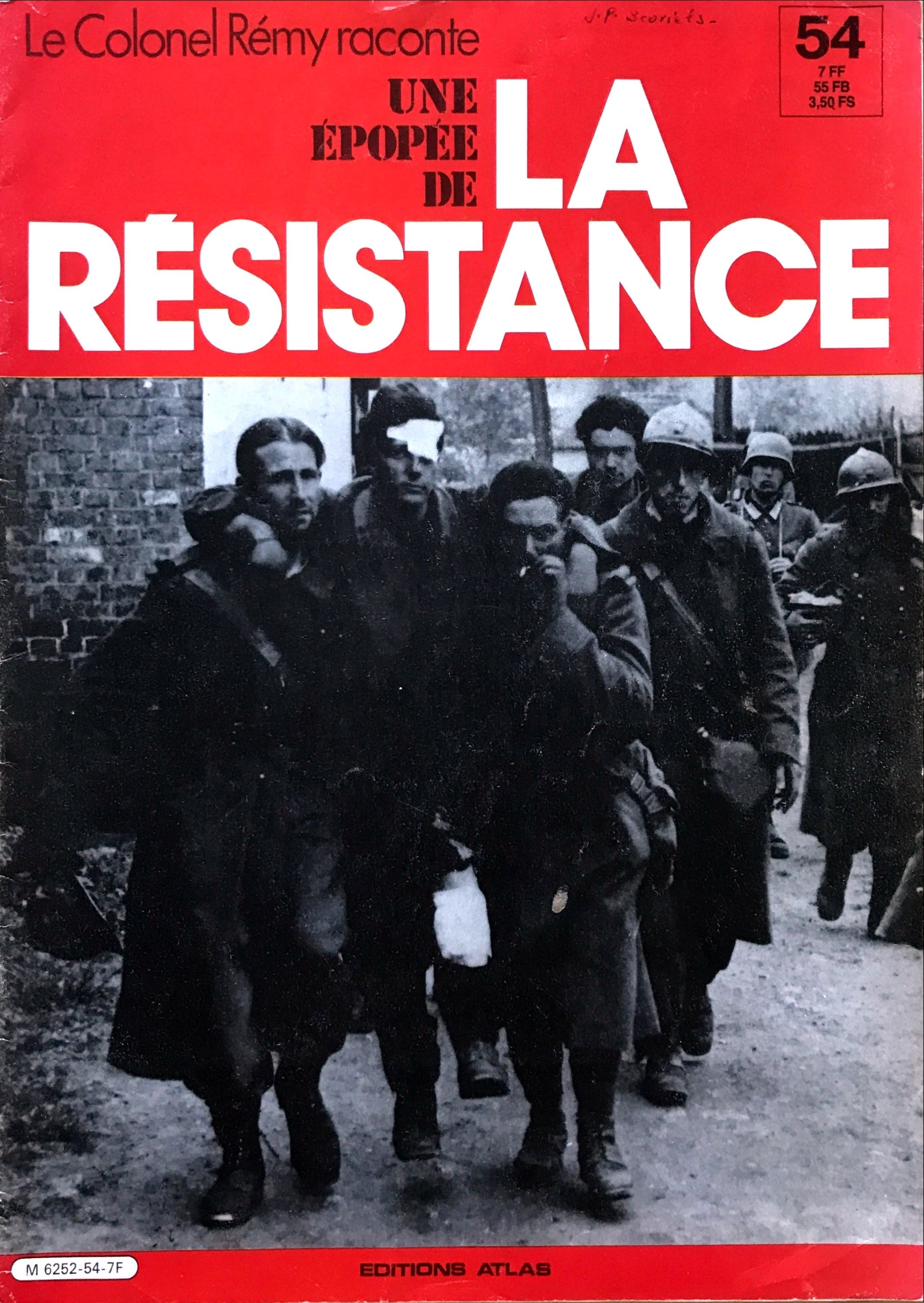
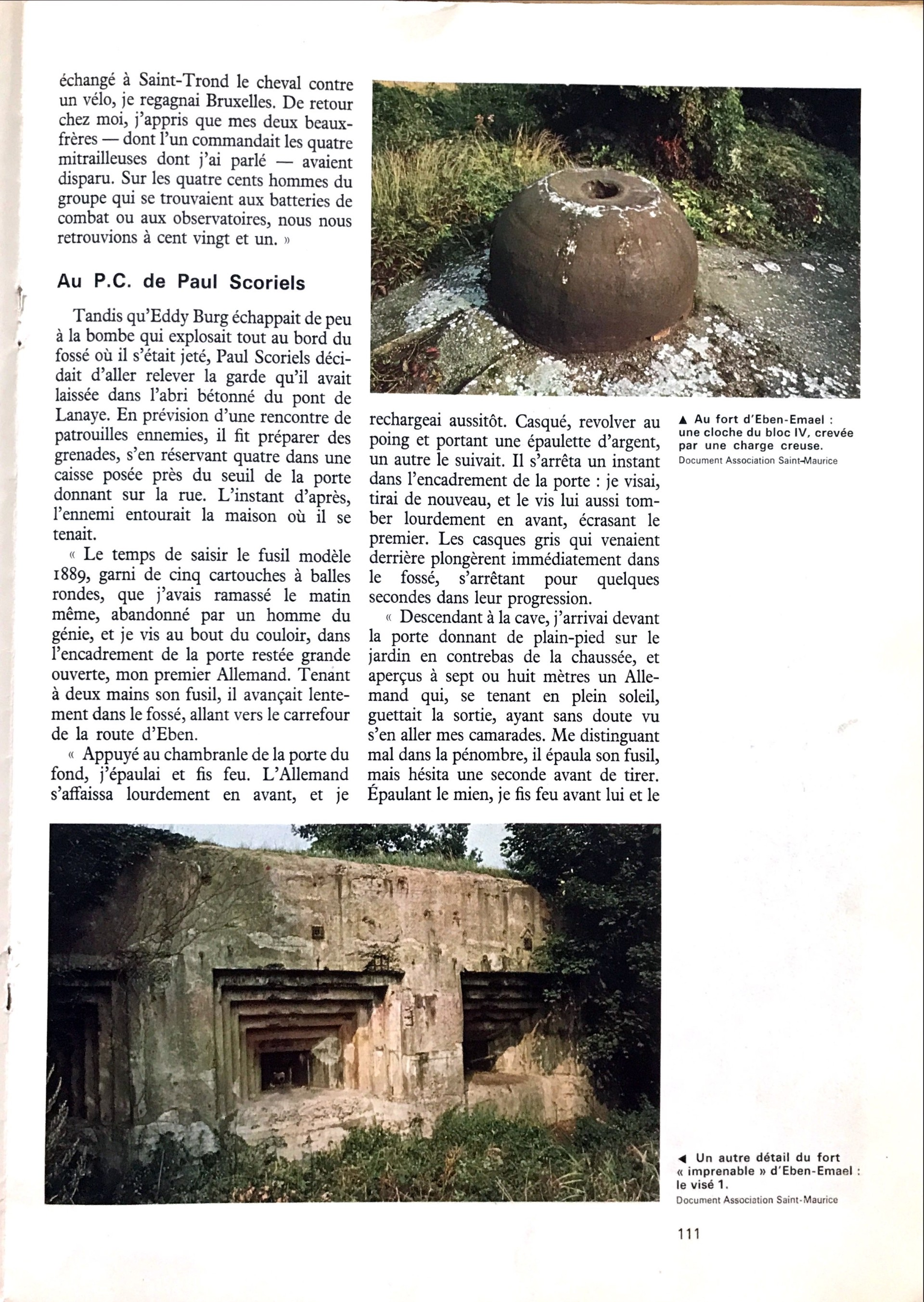
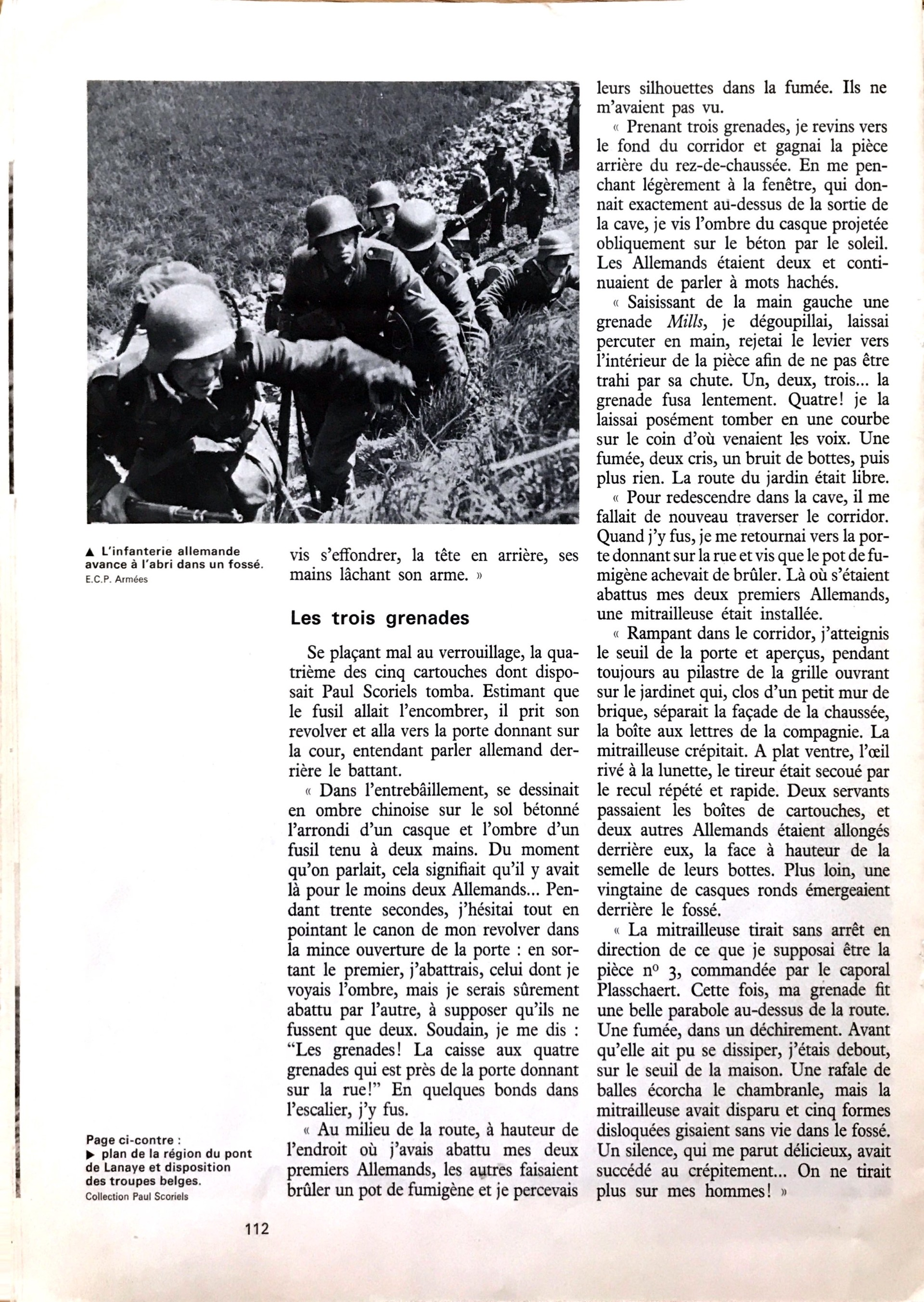
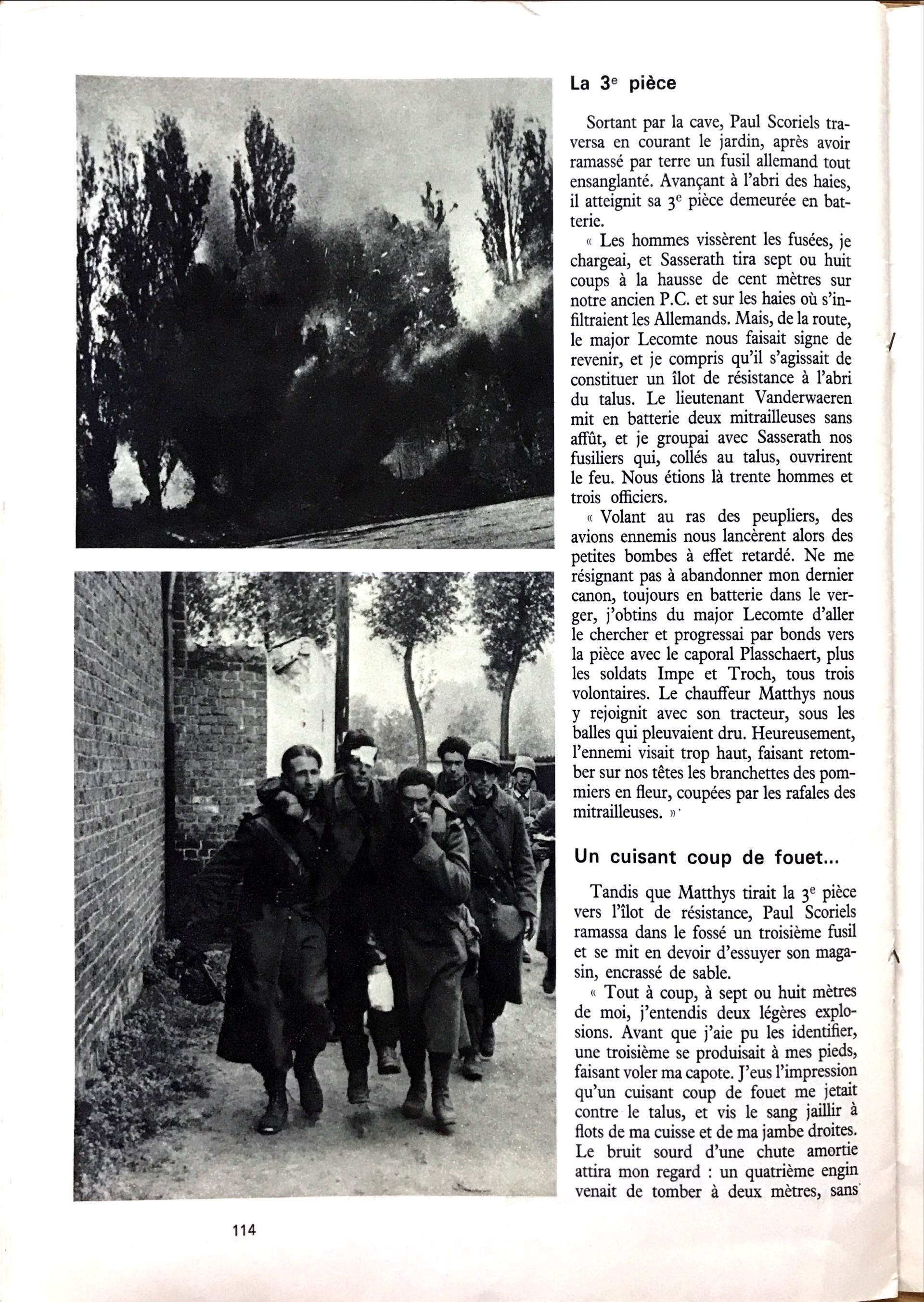
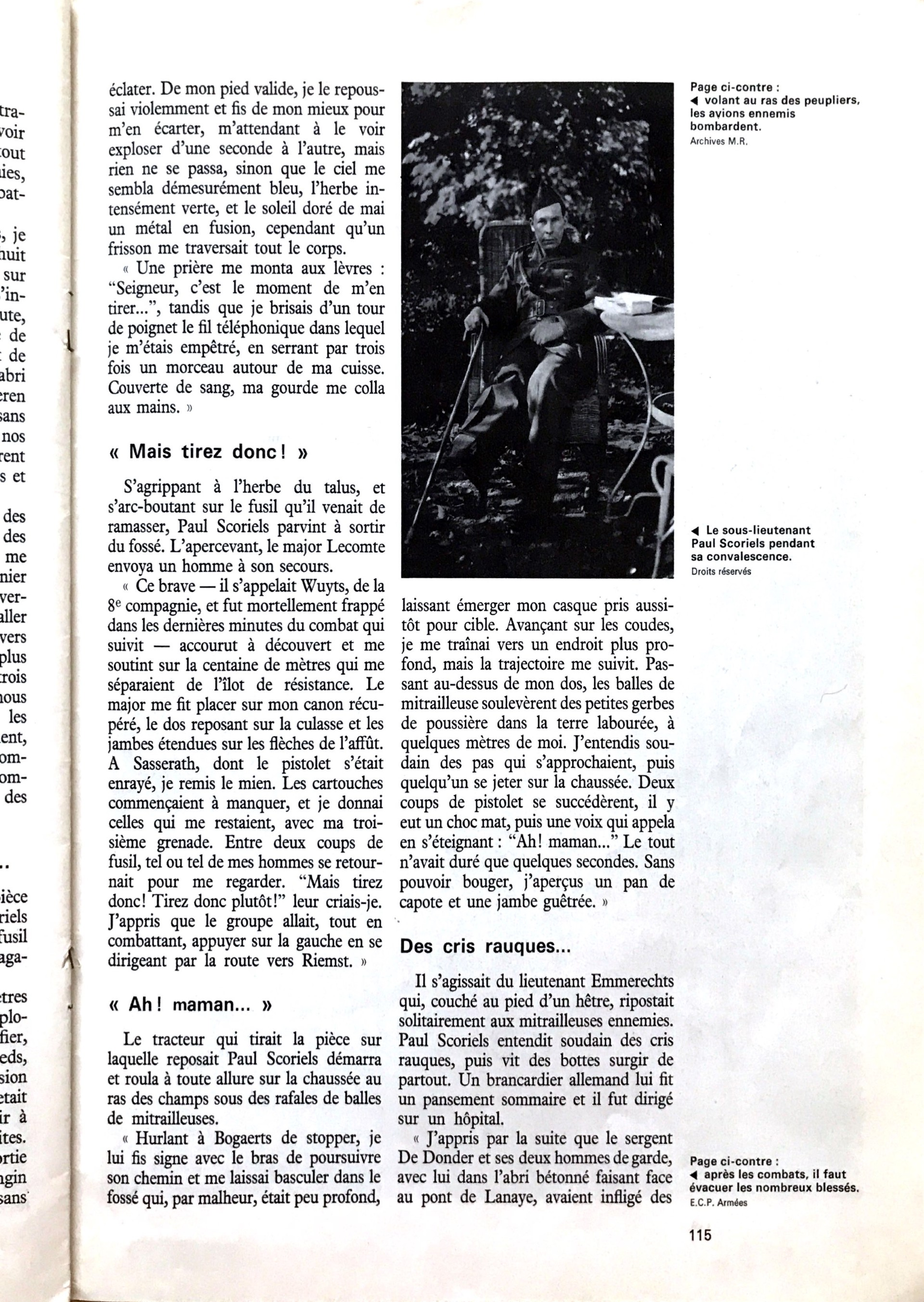

Le sous-lieutenant Paul Scoriels : 48 heures de guerre.
Sous-lieutenant au 2e régiment de grenadiers affecté à la défense du fort d’Eben-Emael, Paul Scoriels raconte les 10 et 11 mai 1940 dans un récit bref intitulé « 48 heures de guerre ». Il raconte comment se passent les deux premiers jours de l’invasion de la Belgique par les Allemands. Ce texte, unique en son genre, nous parle de la guerre à travers les yeux d’un jeune officier belge de 28 ans.
Il est blessé à la jambe droite par un éclat de grenade alors qu’il tentait de récupérer un canon qui allait tomber entre les mains des Allemands. A la suite de cela, il est évacué vers Maastricht. Il est amputé un mois plus tard. Dès la libération, il est décoré de la Croix de Guerre 1940-1945 avec palme pour «  pour le calme et le sang-froid dont il fit preuve le 11 mai 1940 à EBEN, en repoussant à coups de grenades un groupe allemand qui était parvenu jusqu'au P.C. qu'il occupait. Pour son courage au cours des événements qui suivirent, en soutenant par les tirs d’un canon de 47 qu'il servait personnellement, une petite contre-attaque déclenchée pour repousser un ennemi particulièrement agressif. Fut blessé, très grièvement, par une grenade à main allemande au cours de cette action.» 

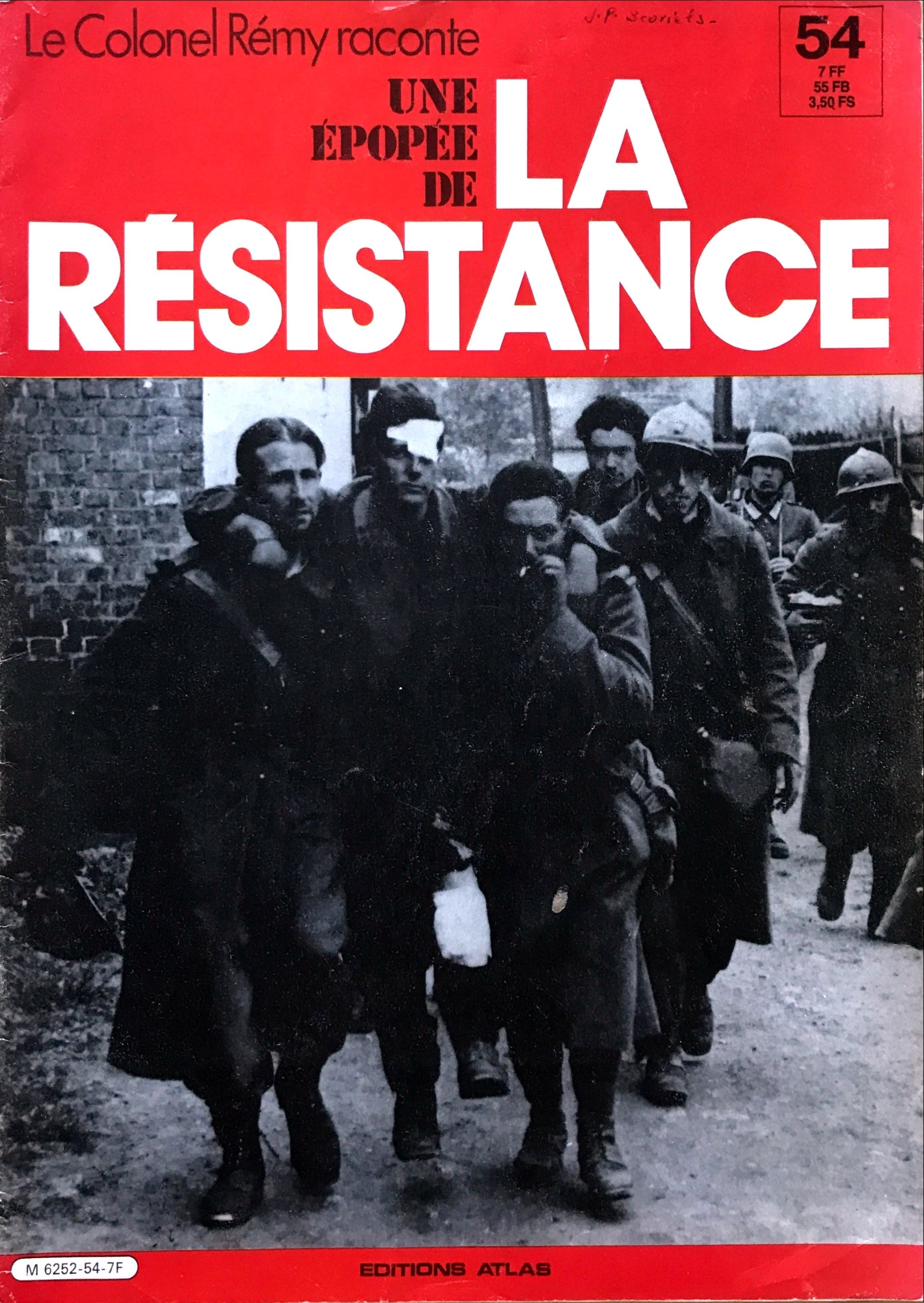
"Une épopée de la résistance", colonel Rémy raconte la prise d'Eben-Emael en mai 1940

Paul Scoriels est cité dans le Journal des Tribunaux par G. Cassart, ainsi que dans «une épopée de la résistance», par le colonel Rémy.

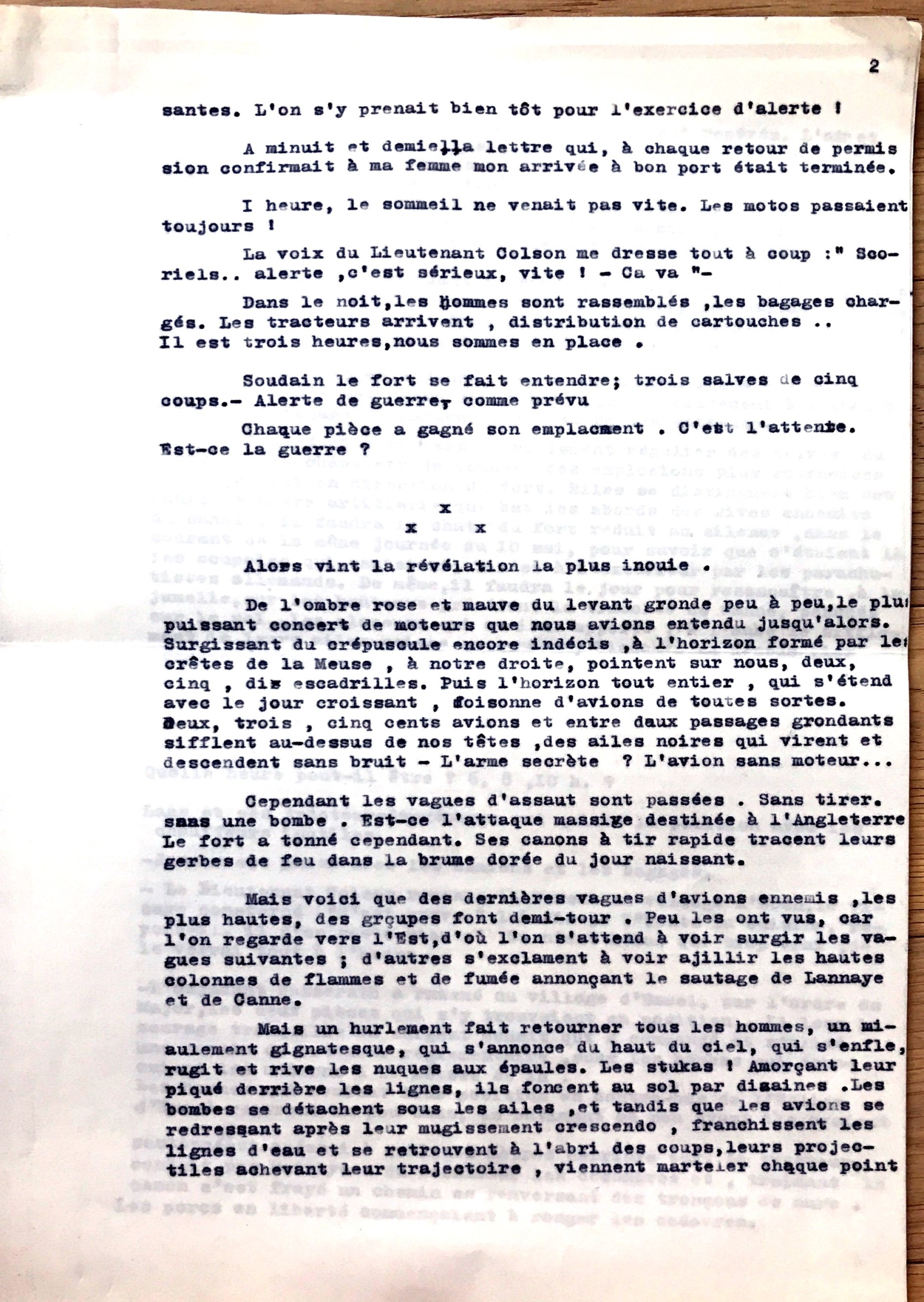
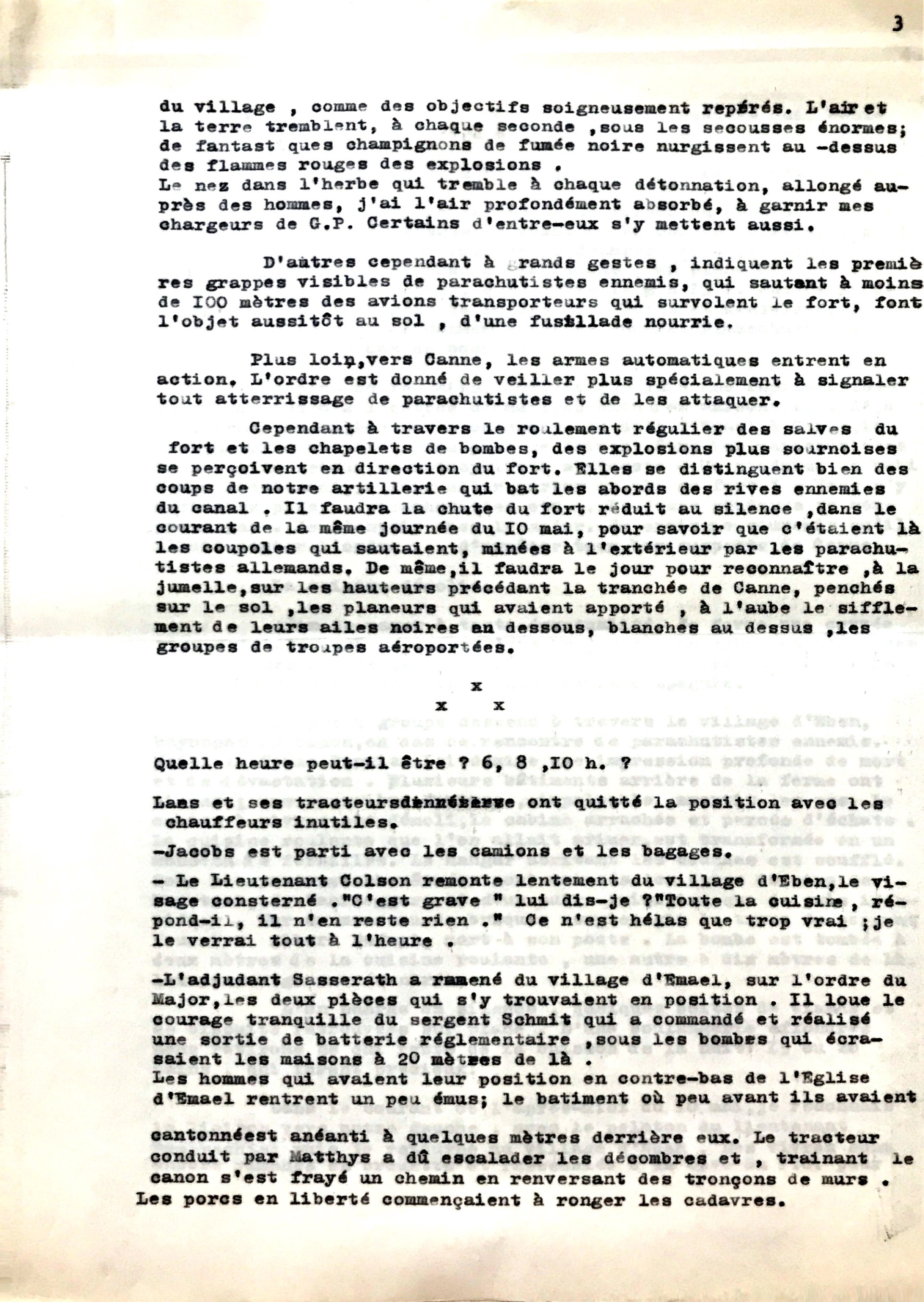
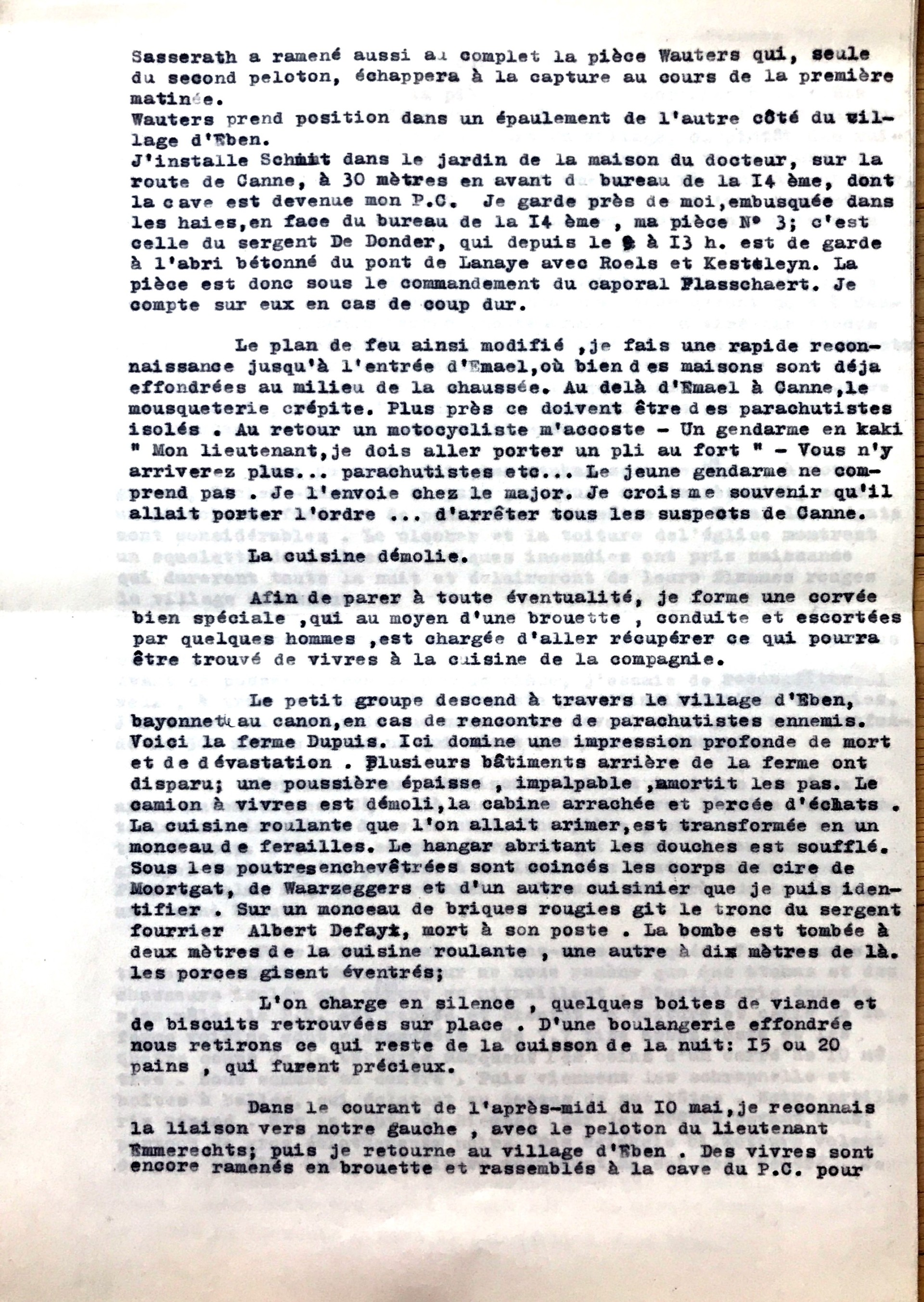
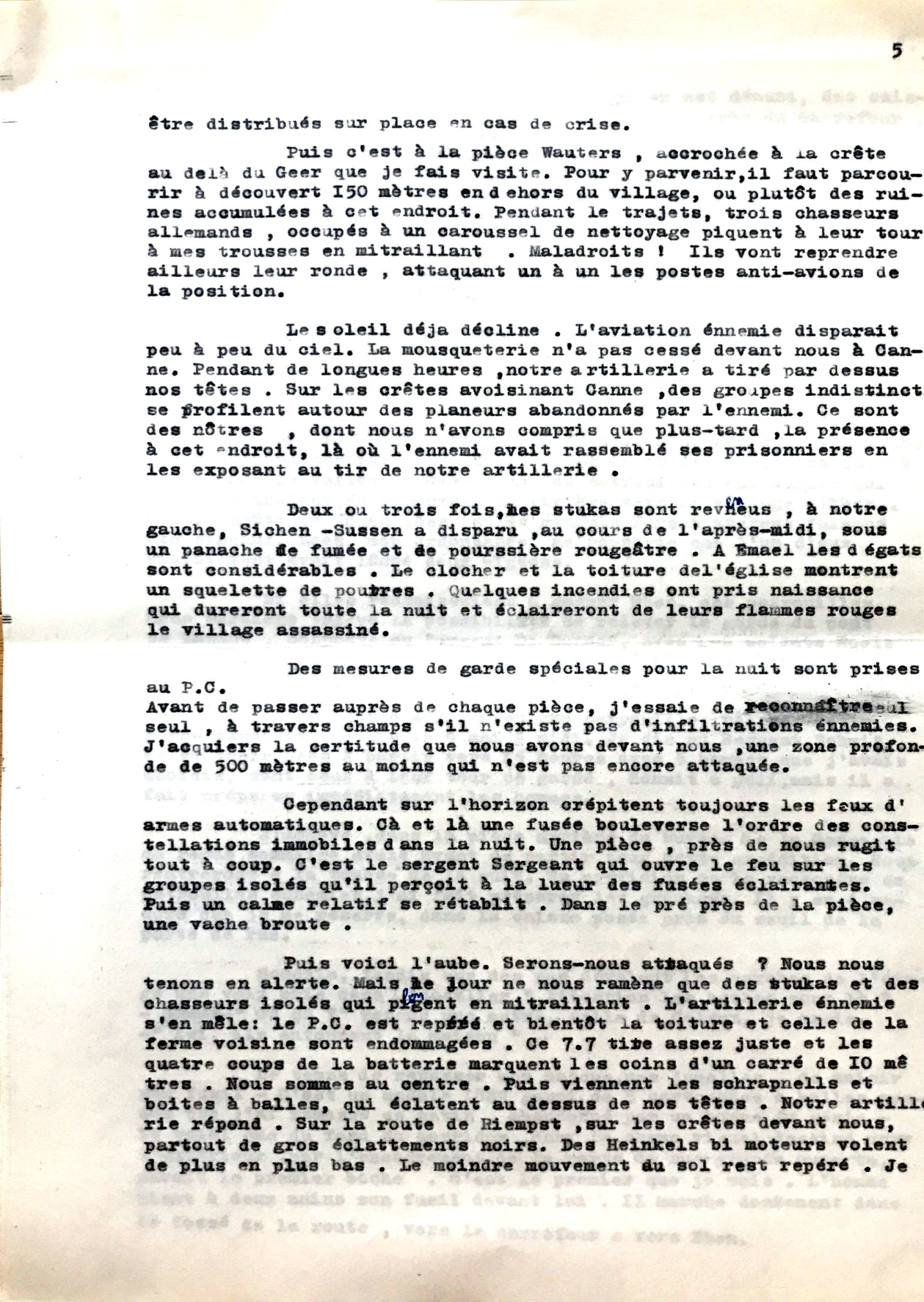
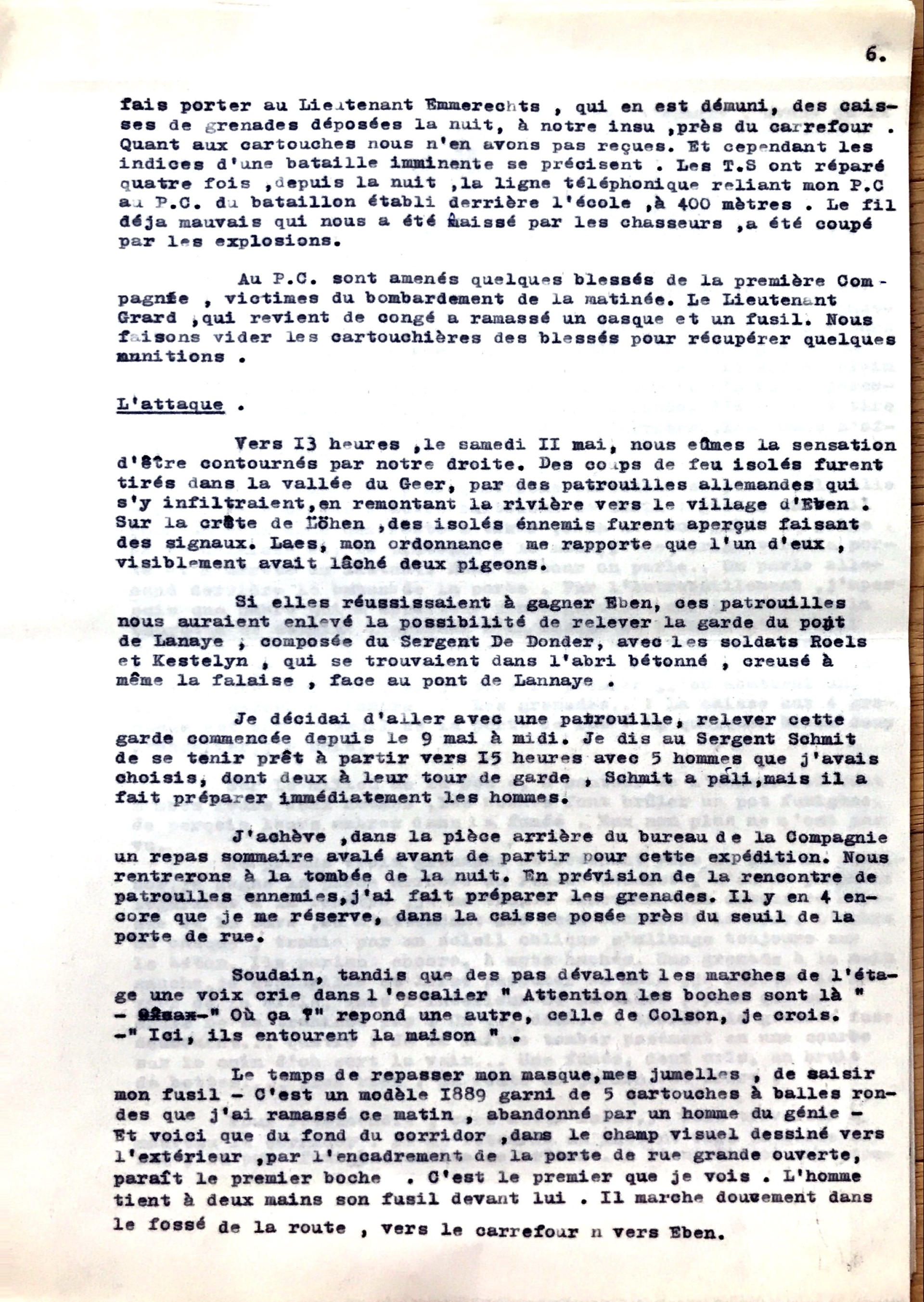
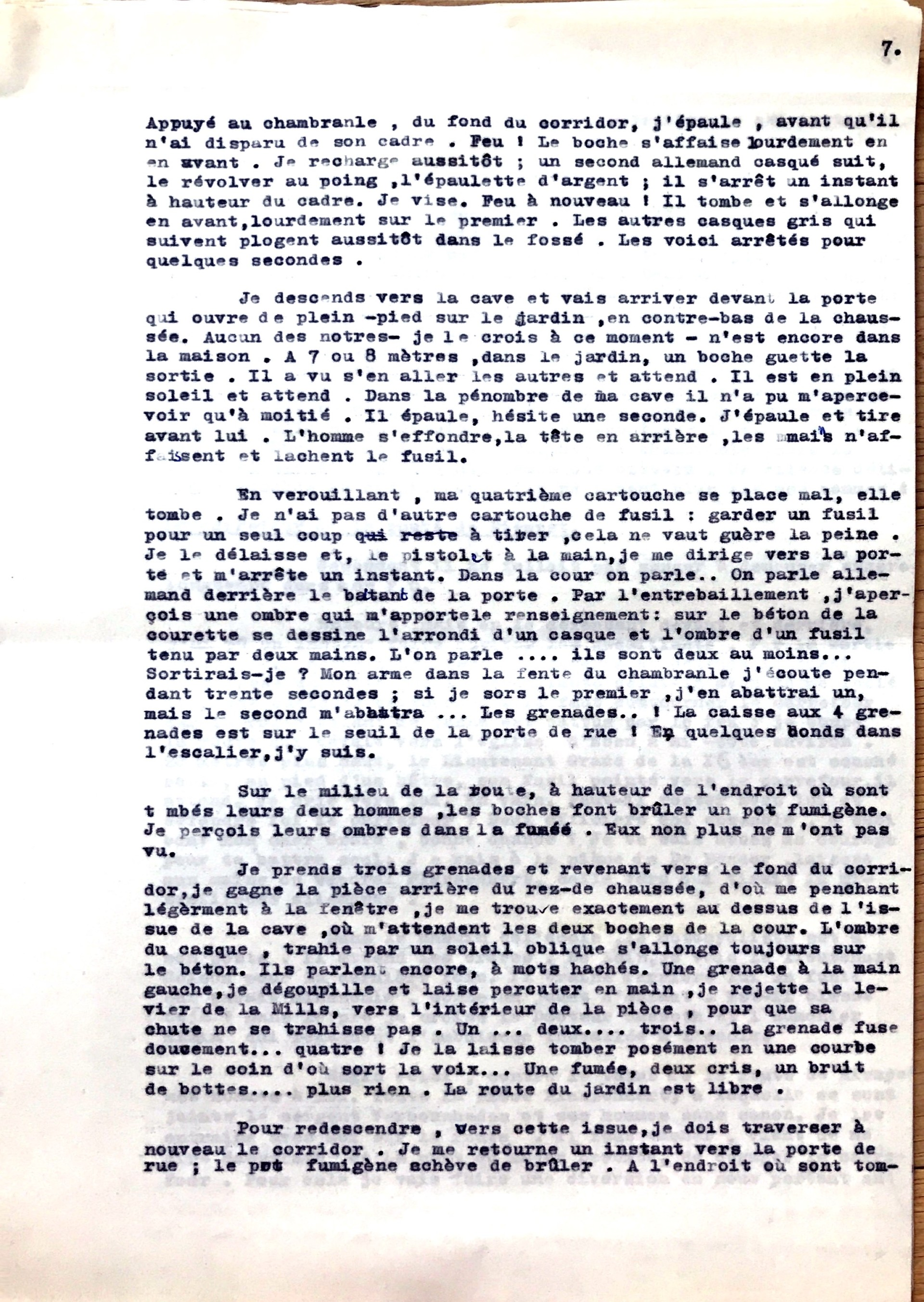
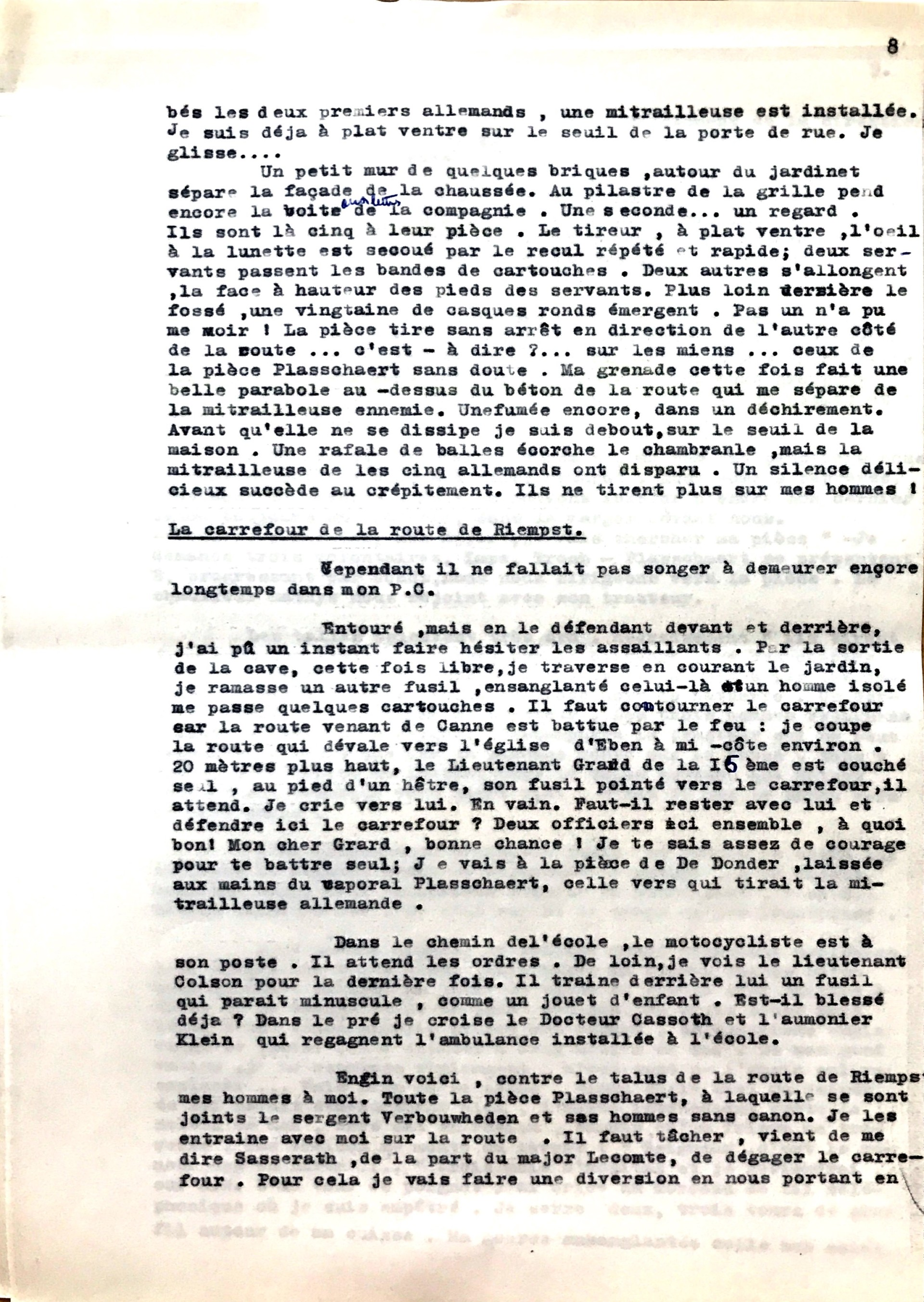
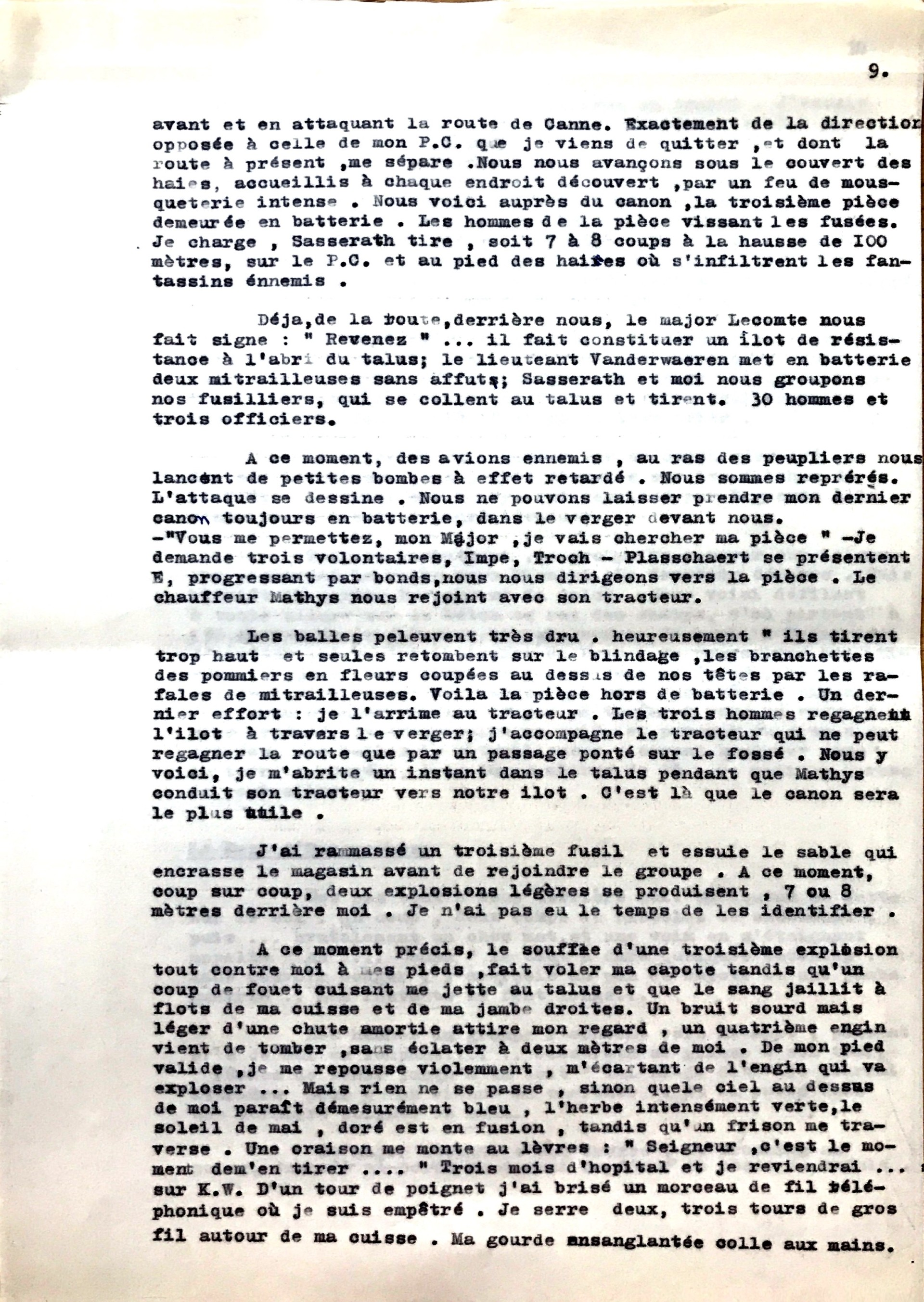
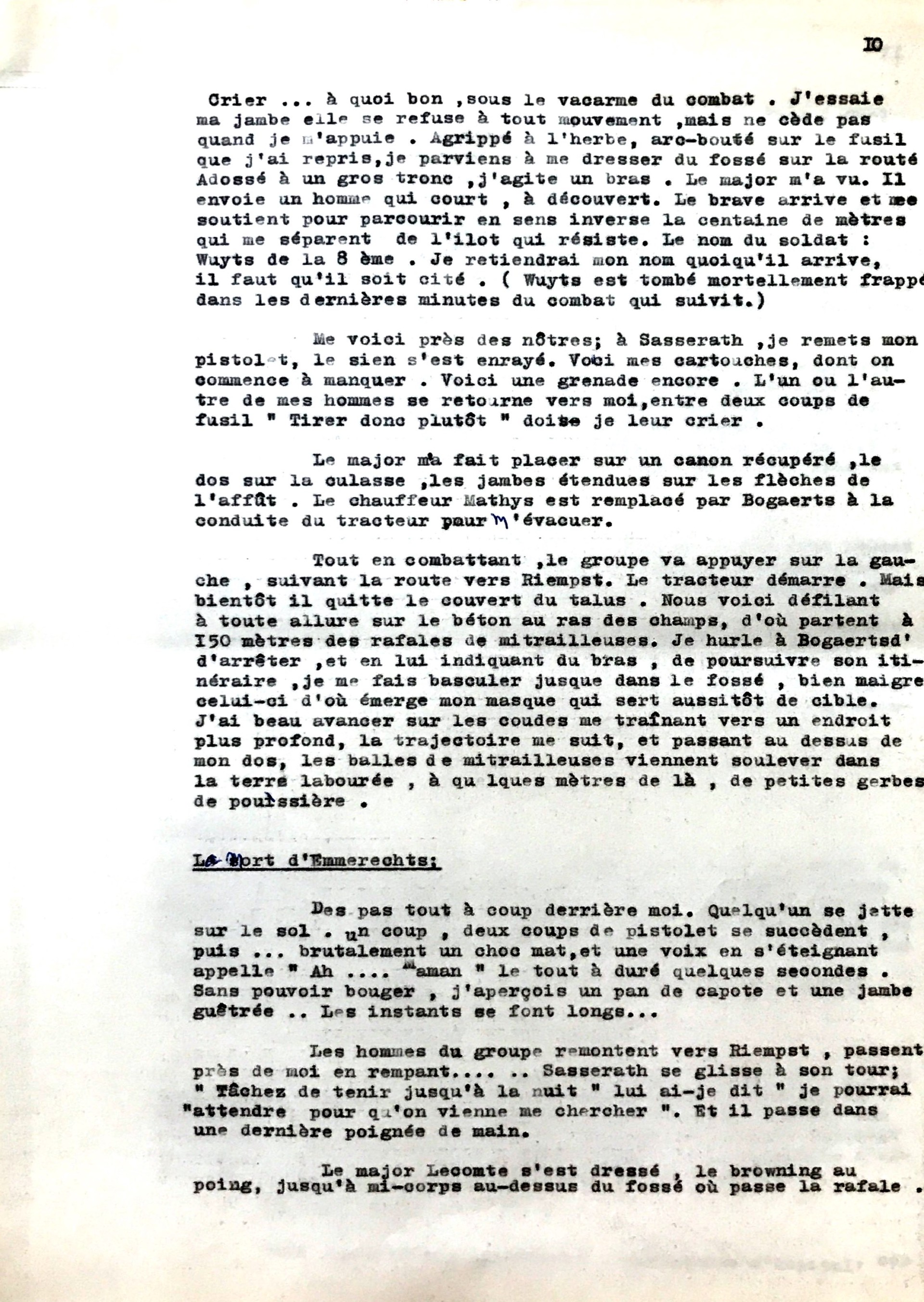
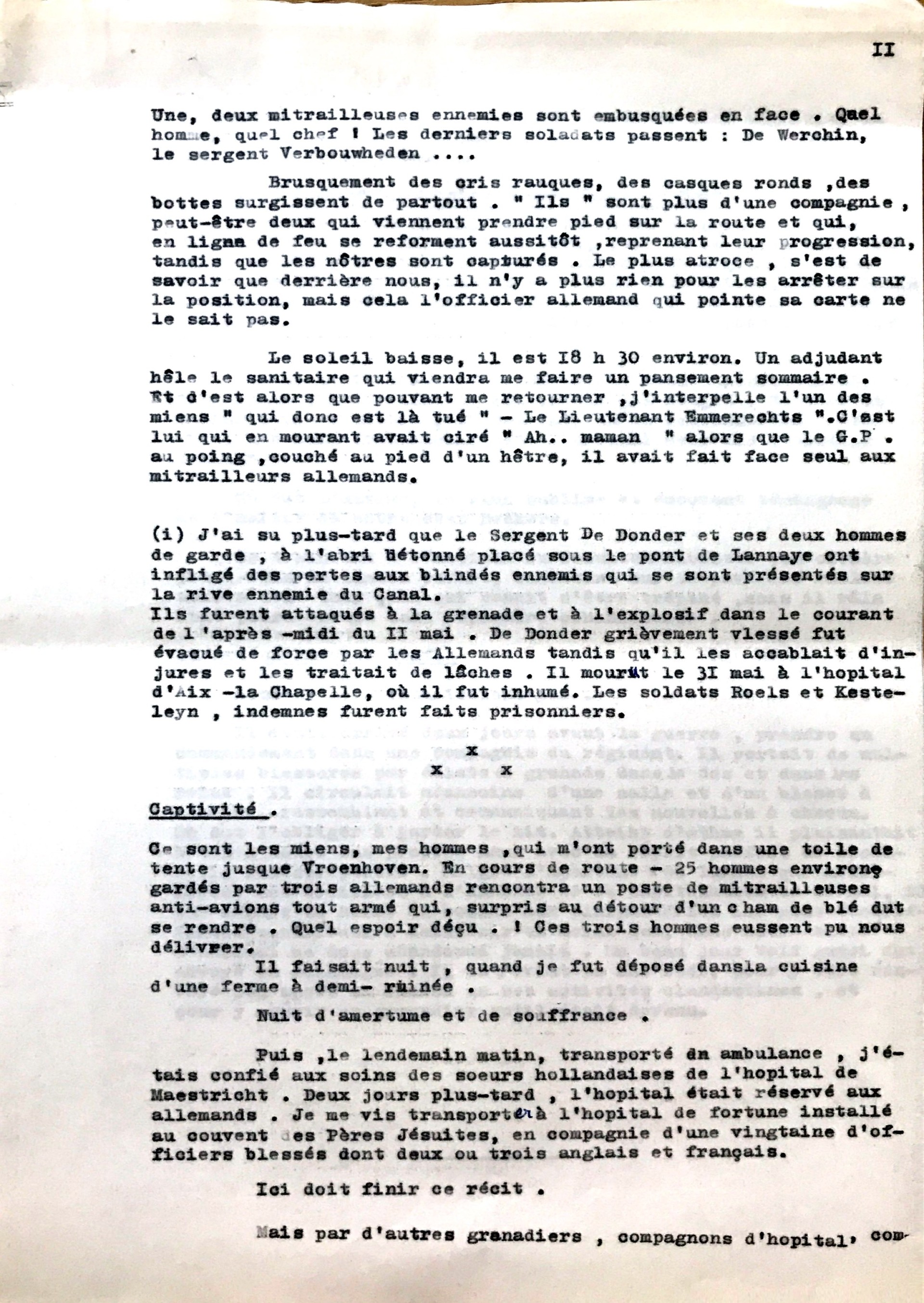
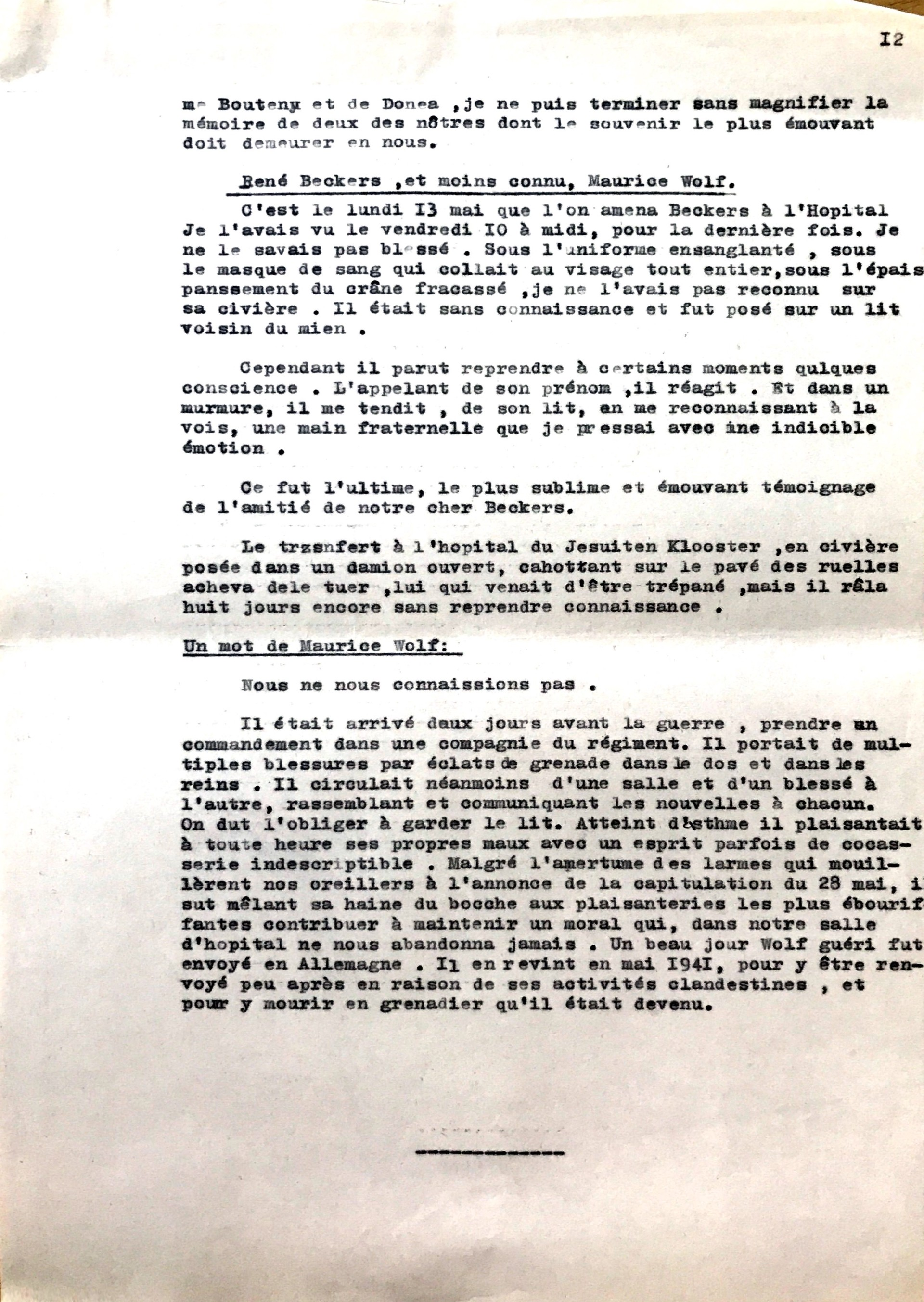

## Drapeau
Il est actuellement en possession du commandement militaire de la région de Bruxelles.
Il porte les inscriptions suivantes :
- Campagne 1914-1918,
- Anvers
- Yser
- Steenstraete[3]
- Passchendaele
- Canal Albert[4]
- Kanne

Il porte également la fourragère aux couleurs de l'ordre de Léopold.

## Organisation

### Le1eraoût 1914
- 3 bataillons divisés en :
  - 4 compagnies

### Le 10 mai 1940
- 1 compagnie de commandement;
- 1 compagnie médicale
- 1 peloton d'éclaireurs
- 3 bataillons divisés en :
  - 3 compagnies de fusiliers
  - 1 compagnie de mitrailleurs
- 1 bataillon divisé en :
  - 1 compagnie de mitrailleurs (13e)
  - 1 compagnie anti-chars (14e)
  - 1 compagnie de mortier (15e)

## Marche
La marche du régiment est un arrangement d'un thème de l'opéra Le Tribut de Zamora de Charles Gounod, auquel une fanfare extraite de l'opérette Les Saltimbanques de Louis Ganne a été ajouté.